# Affabre Concinui
Affabre Concinui, znany także jako Affabre – The Chamber Singers – męski zespół wokalny (sekstet), założony w 1983 r. w Poznaniu.

## Historia
Członkowie zespołu wywodzą się z Poznańskiego Chóru Chłopięcego i Poznańskich Słowików. Wyróżnikiem zespołu jest śpiew a cappella, a ich artystyczne credo określa łacińska nazwa zespołu, która znaczy „idealnie współbrzmiąc”. Jako swój pierwowzór muzyczny wymieniają angielski sekstet wokalny The King’s Singers.
Repertuar zespołu obejmuje setki różnorodnych utworów. Można w nim znaleźć: utwory ludowe, dawną muzykę religijną i świecką (od renesansowych motetów i madrygałów po pieśni romantyczne, kolędy polskie i światowe, Gorzkie Żale), utwory orkiestrowe, żarty muzyczne, standardy jazzowe i przeboje pop. Utwory charakteryzują się ciekawym, czystym i naturalnym brzmieniem, a także znakomitą imitacją instrumentów muzycznych w połączeniu z humorem.
Zespół koncertuje w największych ośrodkach kulturalnych kraju, a także poza jego granicami (Algieria, Austria, Belgia, Białoruś, Chiny, Czechy, Dania, Finlandia, Francja, Hiszpania, Holandia, Japonia, Kanada, Korea Południowa, Liban, Niemcy, Rosja, Stany Zjednoczone, Szwajcaria, Tajwan, Turcja, Ukraina, Watykan, Wielka Brytania i Włochy).
W 1988 r. zespół został nagrodzony Medalem Młodej Sztuki. W 1991 r. nagrał pierwszą płytę z muzyką polskiego renesansu dla francuskiego dystrybutora Harmonia Mundi, wysoko ocenioną przez krytyków specjalistycznego francuskiego miesięcznika „Diapason”. Od tego momentu powstają kolejne płyty (CD i DVD) zawierające repertuar zespołu, który obejmuje ponad 300 utworów, m.in. Giovanniego da Palestriny, Bartłomieja Pękiela, Wacława z Szamotuł, Thomasa Tallisa, Orlanda di Lasso, Thomasa Morleya, Franza Schuberta, Roberta Schumanna, Fryderyka Chopina, Stanisława Moniuszki, Mieczysława Karłowicza, Francisa Poulenca, Krzysztofa Pendereckiego, Krzesimira Dębskiego oraz współczesne przeboje rozrywkowe.
W 2013 r., z okazji 30-lecia zespołu, członkowie Affabre Concinui otrzymali Srebrne Krzyże Zasługi (przyznane przez Prezydenta Rzeczypospolitej) za działalność artystyczną, społeczną i charytatywną.

## Dyskografia
- Musique de la Renaissance Polonaise (1991)
- From Marley to McCartney
- Boże Narodzenie z Affabre Concinui
- Znaszli ten kraj
- Lata dwudzieste, lata trzydzieste
- Thomas Tallis, Wacław z Szamotuł,...
- The Polish Chamber Singers live
- Thomas Tallis, Mikołaj Zieliński...
- Poważni niepoważnie
- Great Pretenders
- Sing we at pleasure
- Affabre Na Bis
- Kolędy
- Great Pretenders II
- 25 lat Affabre Concinui (2008)
- Great Pretenders III
- Ad honorem Sancti Adalberti (2021)